# Имение (Тверская область)
Имение — деревня в Андреапольском муниципальном округе Тверской области.

## География
Находится в западной части Тверской области у восточной окраины города Андреаполь.

## История
Еще на карте 1980 года деревня была отмечена как часть городской застройки Андреаполя. До 2019 года входила в Андреапольское сельское поселение Андреапольского района как административный центр поселения, ныне рядовой населенный пункт муниципального округа.

## Население
Численность населения: 242 человека (русские 95 %) 2002 году, 243 в 2010.